# Liste der Bodendenkmäler in Dingolfing
Auf dieser Seite sind die Bodendenkmäler in der niederbayerischen Gemeinde Dingolfing zusammengestellt. Diese Tabelle ist eine Teilliste der Liste der Bodendenkmäler in Bayern. Grundlage ist die Bayerische Denkmalliste, die auf Basis des Bayerischen Denkmalschutzgesetzes vom 1. Oktober 1973 erstmals erstellt wurde und seither durch das Bayerische Landesamt für Denkmalpflege geführt wird. Die folgenden Angaben ersetzen nicht die rechtsverbindliche Auskunft der Denkmalschutzbehörde.

## Bodendenkmäler in Dingolfing
| Lage       | Objekt | Akten-Nr.     | Bild |
| ---------- | --- | ------------- | ---- |
| (Standort) | Siedlung vor- und frühgeschichtlicher Zeitstellung, u. a. des Neolithikums. | D-2-7340-0029 |      |
| (Standort) | Befestigung des frühen Mittelalters. | D-2-7340-0030 |      |
| (Standort) | Siedlung des Mittelneolithikums (Stichbandkeramik/Gruppe Oberlauterbach) des Jungneolithikums (Münchshöfener Kultur), der mittleren Bronzezeit, der Spätbronze- oder Urnenfelderzeit sowie der Hallstattzeit.                                                                | D-2-7340-0033 |      |
| (Standort) | Siedlung vor- und frühgeschichtlicher Zeitstellung. | D-2-7340-0034 |      |
| (Standort) | Siedlung vor- und frühgeschichtlicher Zeitstellung, u. a. der Hallstattzeit. | D-2-7340-0036 |      |
| (Standort) | Siedlung des Jungneolithikums und verebnetes viereckiges Grabenwerk vor- und frühgeschichtlicher Zeitstellung | D-2-7340-0037 |      |
| (Standort) | Siedlung des Alt-, Mittel- und Jungneolithikums (Linearbandkeramik, Stichbandkeramik, Münchshöfener Kultur), der Bronzezeit und der Latènezeit. | D-2-7340-0043 |      |
| (Standort) | Burgstall des hohen oder späten Mittelalters („Schlossberg“). | D-2-7340-0044 |      |
| (Standort) | Siedlung des Mittel- und Jungneolithikums (Gruppe Oberlauterbach, Münchshöfener Kultur) sowie der Bronzezeit. | D-2-7340-0045 |      |
| (Standort) | Siedlung des Mittelneolithikums (Stichbandkeramik, Gruppe Oberlauterbach), des Jungneolithikums (Münchshöfener Kultur), der Bronzezeit, der Urnenfelderzeit, der Hallstattzeit, der Latènezeit sowie des Mittelalters.                                                       | D-2-7340-0046 |      |
| (Standort) | Siedlung vor- und frühgeschichtlicher Zeitstellung. | D-2-7340-0048 |      |
| (Standort) | Siedlung vor- und frühgeschichtlicher Zeitstellung. | D-2-7340-0051 |      |
| (Standort) | Siedlung vor- und frühgeschichtlicher Zeitstellung. | D-2-7340-0053 |      |
| (Standort) | Reihengräberfeld des frühen Mittelalters. | D-2-7340-0054 |      |
| (Standort) | Siedlung vor- und frühgeschichtlicher Zeitstellung. | D-2-7340-0055 |      |
| (Standort) | Siedlung vor- und frühgeschichtlicher Zeitstellung. | D-2-7340-0056 |      |
| (Standort) | Siedlung des Mittelneolithikums. | D-2-7340-0057 |      |
| (Standort) | Siedlung vor- und frühgeschichtlicher Zeitstellung, u. a. des Mittelneolithikums (Stichbandkeramik, Gruppe Oberlauterbach). | D-2-7340-0058 |      |
| (Standort) | Siedlung des Mittelneolithikums (Stichbandkeramik, Gruppe Oberlauterbach), der Bronzezeit und der Hallstattzeit. | D-2-7340-0059 |      |
| (Standort) | Verebnetes viereckiges Grabenwerk vor- und frühgeschichtlicher Zeitstellung. | D-2-7340-0060 |      |
| (Standort) | Verebnete Grabhügel oder Siedlung sowie verebnetes Grabenwerk vor- und frühgeschichtlicher Zeit. | D-2-7340-0062 |      |
| (Standort) | Teilstück einer Straße der römischen Kaiserzeit. | D-2-7340-0063 |      |
| (Standort) | Siedlung des Jungneolithikums (Münchshöfener Kultur). | D-2-7340-0078 |      |
| (Standort) | Siedlung vor- und frühgeschichtlicher oder mittelalterlicher-frühneuzeitlicher Zeitstellung. | D-2-7340-0080 |      |
| (Standort) | Siedlung vor- und frühgeschichtlicher Zeitstellung. | D-2-7340-0081 |      |
| (Standort) | Siedlung vor- und frühgeschichtlicher Zeitstellung. | D-2-7340-0082 |      |
| (Standort) | Siedlung vor- und frühgeschichtlicher Zeitstellung. | D-2-7340-0083 |      |
| (Standort) | Siedlung und Körpergräber des Jungneolithikums (Münchshöfener Kultur), Siedlung der frühen Bronzezeit, der Hallstattzeit, des frühen Mittelalters und der frühen Neuzeit. | D-2-7340-0085 |      |
| (Standort) | Siedlung vor- und frühgeschichtlicher Zeitstellung. | D-2-7340-0086 |      |
| (Standort) | Siedlung vor- und frühgeschichtlicher Zeitstellung. | D-2-7340-0087 |      |
| (Standort) | Siedlung vor- und frühgeschichtlicher Zeitstellung. | D-2-7340-0088 |      |
| (Standort) | Siedlung vor- und frühgeschichtlicher Zeitstellung. | D-2-7340-0089 |      |
| (Standort) | Verebnetes Grabenwerk vor- und frühgeschichtlicher Zeitstellung. | D-2-7340-0090 |      |
| (Standort) | Siedlung vor- und frühgeschichtlicher Zeitstellung. | D-2-7340-0091 |      |
| (Standort) | Siedlung vor- und frühgeschichtlicher Zeitstellung. | D-2-7340-0092 |      |
| (Standort) | Siedlung vor- und frühgeschichtlicher Zeitstellung. | D-2-7340-0093 |      |
| (Standort) | Siedlung vor- und frühgeschichtlicher Zeitstellung. | D-2-7340-0094 |      |
| (Standort) | Siedlung vor- und frühgeschichtlicher Zeitstellung. | D-2-7340-0095 |      |
| (Standort) | Siedlung vor- und frühgeschichtlicher Zeitstellung. | D-2-7340-0096 |      |
| (Standort) | Siedlung vor- und frühgeschichtlicher Zeitstellung. | D-2-7340-0097 |      |
| (Standort) | Siedlung des Jungneolithikums (Altheimer Kultur). | D-2-7340-0098 |      |
| (Standort) | Siedlung vor- und frühgeschichtlicher Zeitstellung. | D-2-7340-0100 |      |
| (Standort) | Bestattungsplatz vorgeschichtlicher Zeitstellung mit mindestens fünf verebneten Grabhügeln. | D-2-7340-0101 |      |
| (Standort) | Siedlung und verebnetes Grabenwerk vor- und frühgeschichtlicher Zeitstellung. | D-2-7340-0102 |      |
| (Standort) | Siedlung vor- und frühgeschichtlicher Zeitstellung. | D-2-7340-0103 |      |
| (Standort) | Siedlung vor- und frühgeschichtlicher Zeitstellung. | D-2-7340-0104 |      |
| (Standort) | Verebneter Grabhügel vorgeschichtlicher Zeitstellung. | D-2-7340-0105 |      |
| (Standort) | Verebneter Grabhügel bzw. Siedlung vorgeschichtlicher Zeitstellung. | D-2-7340-0106 |      |
| (Standort) | Siedlung vor- und frühgeschichtlicher Zeitstellung und Reihengräberfeld des frühen Mittelalters. | D-2-7340-0107 |      |
| (Standort) | Siedlung vor- und frühgeschichtlicher Zeitstellung. | D-2-7340-0108 |      |
| (Standort) | Siedlung und verebnetes Grabenwerk vor- und frühgeschichtlicher Zeitstellung. | D-2-7340-0109 |      |
| (Standort) | Siedlung vor- und frühgeschichtlicher Zeitstellung. | D-2-7340-0110 |      |
| (Standort) | Siedlung vor- und frühgeschichtlicher Zeitstellung. | D-2-7340-0267 |      |
| (Standort) | Siedlung vor- und frühgeschichtlicher Zeitstellung. | D-2-7340-0268 |      |
| (Standort) | Untertägige mittelalterliche und frühneuzeitliche Befunde und Funde im Bereich der katholischen Stadtpfarrkirche St. Johannes der Täufer von Dingolfing und ihrer Vorgängerbauten sowie des ehemaligen städtischen Friedhofs mit der katholischen Dreifaltigkeitskapelle.    | D-2-7340-0271 |      |
| (Standort) | Untertägige mittelalterliche und frühneuzeitliche Befunde und Funde im Bereich der unbefestigten historischen Stadterweiterungen von Dingolfing, u. a. in der Vorstadt „Unter den Fischern“ und bei einer abgegangenen Kirche vor dem Wollertor.                             | D-2-7340-0277 |      |
| (Standort) | Körpergräber des frühen Mittelalters. | D-2-7340-0278 |      |
| (Standort) | Siedlung des Altneolithikums (Linearbandkeramik). | D-2-7340-0279 |      |
| (Standort) | Brandgräber der Spätbronze- bzw. Urnenfelderzeit. | D-2-7340-0280 |      |
| (Standort) | Untertägige mittelalterliche und frühneuzeitliche Befunde und Funde im Bereich der historischen Oberstadt von Dingolfing. | D-2-7340-0281 |      |
| (Standort) | Untertägige mittelalterliche und frühneuzeitliche Befunde und Funde im Bereich der historischen Unterstadt von Dingolfing. | D-2-7340-0282 |      |
| (Standort) | Untertägige mittelalterliche und frühneuzeitliche Befunde und Funde im Bereich der Befestigung der historischen Oberstadt von Dingolfing. | D-2-7340-0283 |      |
| (Standort) | Untertägige mittelalterliche und frühneuzeitliche Befunde und Funde im Bereich der Befestigung der historischen Unterstadt von Dingolfing. | D-2-7340-0284 |      |
| (Standort) | Untertägige spätmittelalterliche und frühneuzeitliche Befunde und Funde im Bereich der ehemaligen „Herzogsburg“ von Dingolfing mit Traidkasten, Kapelle und abgegangenem Pfleghaus.                                                                                          | D-2-7340-0285 |      |
| (Standort) | Untertägige mittelalterliche und frühneuzeitliche Befunde und Funde im Bereich des ehemaligen Franziskanerklosters St. Oswald in Dingolfing mit der abgegangenen Klausur und Klosterkirche sowie ihres mittelalterlichen Vorgängerbaus und Körpergräbern der frühen Neuzeit. | D-2-7340-0286 |      |
| (Standort) | Untertägige frühneuzeitliche Befunde und Funde im Bereich der katholischen Wallfahrtskapelle Geißlung Christi in Dingolfing und ihres Vorgängerbaus sowie der zugehörigen Eremitenklause.                                                                                    | D-2-7340-0287 |      |
| (Standort) | Untertägige spätmittelalterliche und frühneuzeitliche Befunde und Funde im Bereich der katholischen Filialkirche St. Antonius in Dingolfing-Höll mit Friedhof und abgegangenem Siechenhaus.                                                                                  | D-2-7340-0288 |      |
| (Standort) | Untertägige mittelalterliche und frühneuzeitliche Befunde und Funde im Bereich der katholischen Filialkirche St. Ägidius in Brunn mit aufgelassenem Friedhof. | D-2-7340-0293 |      |
| (Standort) | Untertägige frühneuzeitliche Befunde und Funde im Bereich der katholischen Pfarrkirche St. Vitus in Teisbach und ihrer Vorgängerbauten. | D-2-7340-0295 |      |
| (Standort) | Untertägige mittelalterliche und frühneuzeitliche Befunde und Funde im Bereich von Schloss und ehemaliger Feste Teisbach und ihrer Vorgängerbauten. | D-2-7340-0296 |      |
| (Standort) | Untertägige mittelalterliche und frühneuzeitliche Siedlungsteile im Bereich der historischen Marktsiedlung von Teisbach. | D-2-7340-0297 |      |
| (Standort) | Siedlung vor- und frühgeschichtlicher Zeitstellung oder Bestattungsplatz mit Grabhügeln vorgeschichtlicher Zeitstellung. | D-2-7340-0299 |      |
| (Standort) | Verebnetes viereckiges Grabenwerk und Siedlung der Hallstattzeit sowie Siedlungen des Neolithikums und der Urnenfelderzeit. | D-2-7340-0300 |      |
| (Standort) | Siedlung des Mittelneolithikums (Gruppe Oberlauterbach), des Jungneolithikums (Münchshöfener Kultur), der frühen Bronzezeit, der Hallstattzeit, der römischen Kaiserzeit und des frühen Mittelalters.                                                                        | D-2-7340-0301 |      |
| (Standort) | Siedlung vor- und frühgeschichtlicher Zeitstellung. | D-2-7341-0040 |      |
| (Standort) | Reihengräberfeld des frühen Mittelalters. | D-2-7341-0161 |      |
| (Standort) | Teilstück einer Straße der römischen Kaiserzeit. | D-2-7341-0162 |      |
| (Standort) | Siedlung vor- und frühgeschichtlicher Zeitstellung. | D-2-7341-0164 |      |
| (Standort) | Siedlung vor- und frühgeschichtlicher Zeitstellung. | D-2-7341-0166 |      |
| (Standort) | Teilstück einer Straße der römischen Kaiserzeit. | D-2-7341-0167 |      |
| (Standort) | Siedlung vor- und frühgeschichtlicher Zeitstellung. | D-2-7341-0168 |      |
| (Standort) | Siedlung vor- und frühgeschichtlicher Zeitstellung. | D-2-7341-0169 |      |
| (Standort) | Siedlung vor- und frühgeschichtlicher Zeitstellung. | D-2-7341-0171 |      |
| (Standort) | Untertägige spätmittelalterliche und frühneuzeitliche Befunde und Funde im Bereich der katholischen Filialkirche St. Leonhard in Oberdingolfing mit Kirchhof und darunter befindlichem Erdstall.                                                                             | D-2-7341-0172 |      |
| (Standort) | Siedlung vor- und frühgeschichtlicher Zeitstellung. | D-2-7341-0186 |      |
| (Standort) | Siedlung der frühen Hallstattzeit. | D-2-7341-0347 |      |
| (Standort) | Untertägige frühneuzeitliche Befunde und Funde im Bereich der katholischen Friedhofskapelle St. Thekla in Dingolfing. | D-2-7341-0348 |      |
| (Standort) | Siedlung vor- und frühgeschichtlicher Zeitstellung. | D-2-7341-0425 |      |
| (Standort) | Siedlung des Neolithikums. | D-2-7440-0009 |      |
| (Standort) | Siedlung des Jungneolithikums (Münchshöfener Kultur, Altheimer Kultur). | D-2-7440-0010 |      |
| (Standort) | Siedlung vorgeschichtlicher Zeitstellung. | D-2-7440-0011 |      |
| (Standort) | Siedlung der Bronzezeit. | D-2-7440-0012 |      |
| (Standort) | Untertägige mittelalterliche und frühneuzeitliche Befunde und Funde im Bereich der katholischen Filialkirche Hl. Drei Könige in Frauenbiburg, darunter mittelalterliche Bestattungen und ältere Bauphasen.                                                                   | D-2-7440-0161 |      |
| (Standort) | Befestigung vor- und frühgeschichtlicher Zeitstellung. | D-2-7440-0162 |      |
| (Standort) | Untertägige mittelalterliche und frühneuzeitliche Befunde und Funde im Bereich des Hofmarkschlosses Schermau und dessen Vorgängerbauten mit Wirtschaftshof und barocker Gartenanlage.                                                                                        | D-2-7440-0164 |      |